# Avenue Henri-Barbusse (Asnières-sur-Seine)
Pour les articles homonymes, voir Avenue Henri-Barbusse.
L'avenue Henri-Barbusse est une voie de communication située à Asnières-sur-Seine.

## Situation et accès

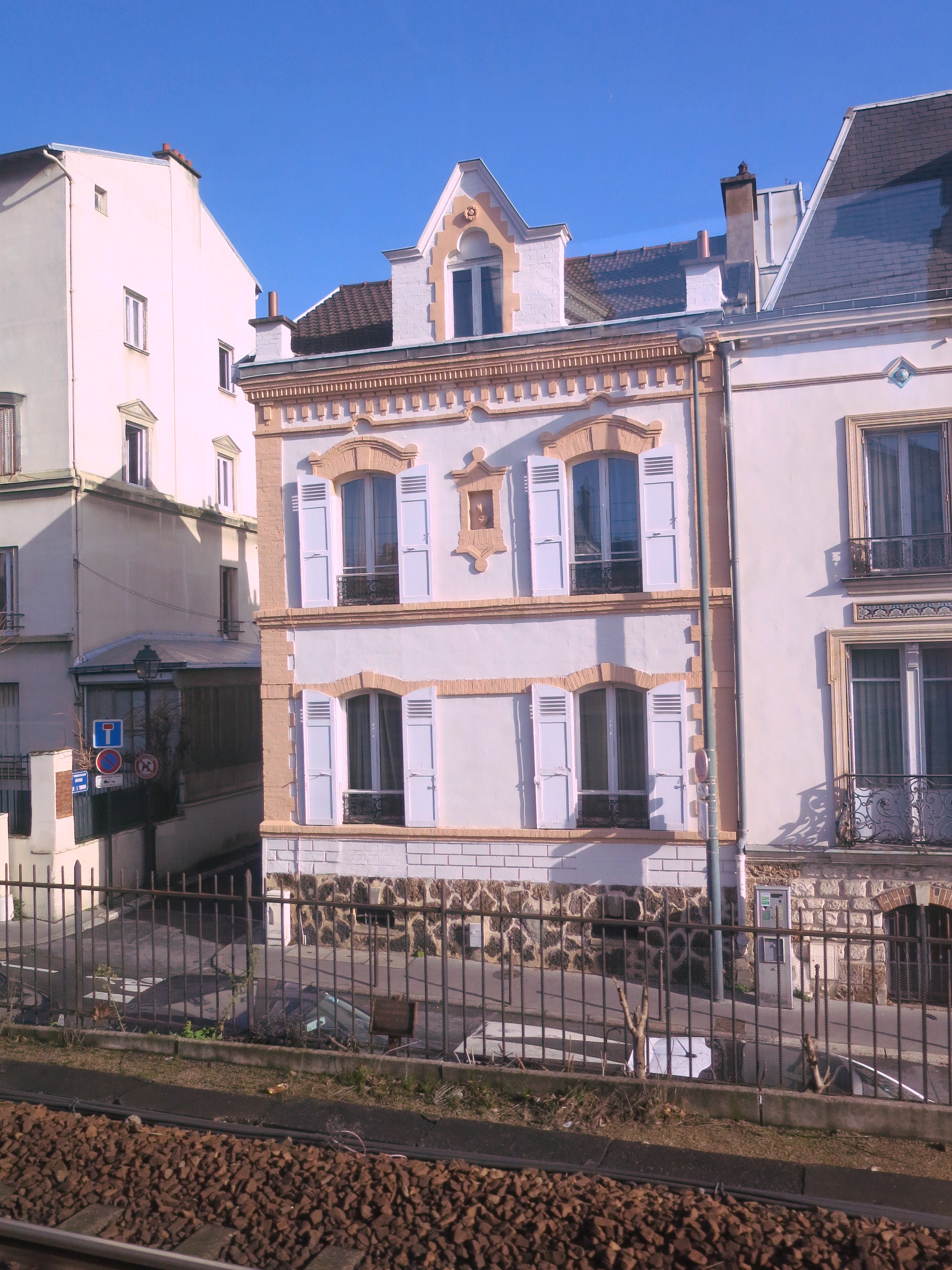
Près de la gare d'Asnières-sur-Seine, en 2015.

Cette voie de circulation longe la ligne de Paris-Saint-Lazare à Ermont - Eaubonne et joint la gare d'Asnières-sur-Seine à la gare de Bois-Colombes.
Elle rencontre notamment la rue de Nanterre, qui autrefois continuait vers l'ouest en rejoignant la rue Parmentier, avant d'être coupée par la voie ferrée au XIXe siècle.

## Origine du nom
Elle porte le nom de l'écrivain français Henri Barbusse (1873-1935) qui est né, le 17 mai 1873, au numéro 44 de cette voie, alors appelée « avenue Péreire ».

## Historique

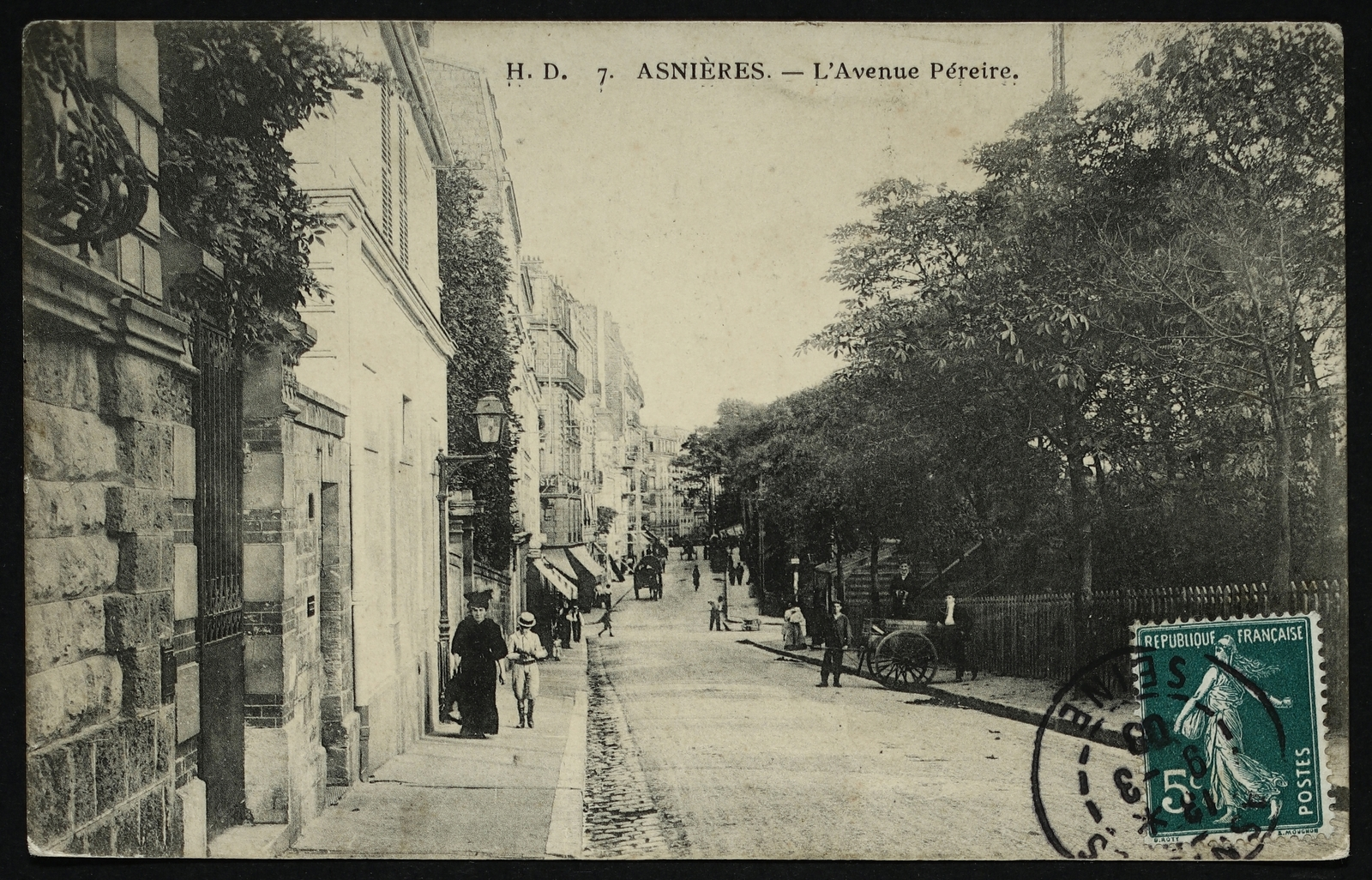
Avenue Péreire, vers le sud.

La création de cette voie de circulation est concomitante à celle de la voie ferrée, de 1837 à 1863.
Elle a pris tout d'abord le nom d'« avenue Péreire » en hommage aux frères Pereire, qui eurent un rôle capital dans la naissance des chemins de fer français.
Seul le bas de l'avenue fut atteint pendant la crue de la Seine de 1910.

## Bâtiments remarquables et lieux de mémoire

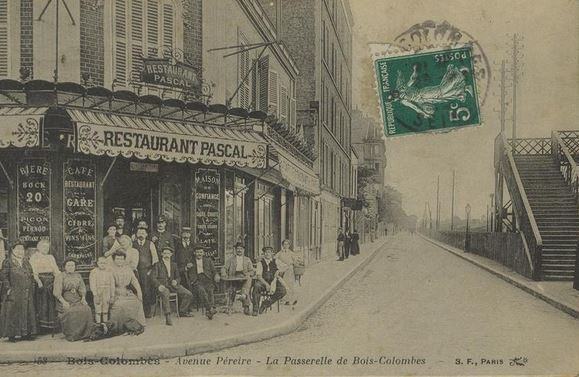
À l'angle de la rue des Bourguignons. La passerelle a aujourd'hui disparu.

- La Villa Florence, au n° 70, était une maison d'éducation de l'Armée du Salut, où étaient reçues les jeunes filles mineures délinquantes[5]. En 1937, cet établissement accueillait une vingtaine de pensionnaires[6].
- Au n° 88 se trouvait l'école des Célestines de Provins, une école mixte congrégationiste[7], dont une demande d'autorisation avait été formulée vers 1902-1903, lors de la Séparation de l’Église et de l'Etat[8].
- Le 25 mars 1912, la bande à Bonnot commit son dernier méfait en attaquant l'agence de la Société Générale à Chantilly. Ayant fui au volant d'une De Dion-Bouton de couleur bleue auparavant subtilisée au marquis de Rougé[9], les brigands abandonnèrent leur véhicule devant le n° 18, avenue Péreire[10], où elle fut retrouvée par les sous-brigadiers Frincart et Clerfont et l'inspecteur Lèze[11].